# Badaquexão

Badaquexão, dividido entre Tajiquistão ao norte e Afeganistão ao sul

Badaquexão, Badaquistão ou Badajistão (em dari e persa: بدخشان; em tajique: Бадахшон, Badakhshan) é uma região histórica da Ásia Central, que abrange parte do nordeste do Afeganistão e do sudeste do Tajiquistão.
A região afegã do Badaquexão é denominada de vilaiete (ou província) de Badaquexão; localizada na parte oriental do país, contém o chamado Corredor de Wakhan. A maior parte do Badaquexão se encontra dentro da Província Autônoma de Gorno-Badaquexão, no sudeste do Tajiquistão. A música de Badaquexão é uma parte importante da herança cultural da região.

## Demografia
Os povos do Badaquexão formam uma comunidade etnolinguística e religiosa distinta. Etnicamente são tajiques, que descendem dos povos iranianos que povoaram a região por volta de 1 000 a.C.. No Afeganistão o idioma prevalecente é o dari, variante do persa, além de outros idiomas pertencentes ao ramo oriental das línguas iranianas; já no Tajiquistão fala-se o pamir. A língua franca em toda a região é o dari/persa. A principal religião é o islamismo sunita, entre a maioria os habitantes do Badaquexão afegão, enquanto os falantes de pamir do Badaquexão tajique e da parte leste do Badaquexão afegão são em sua maioria muçulmanos ismaelitas. Os povos desta região têm uma rica herança cultural, manifestada através da preservação de suas antigas formas de música, poesia e dança, que se perderam em outras partes da Ásia Central. Os badaquixanis consideram-se, orgulhosamente, tajiques, ainda que vivam além das fronteiras daquele país (no Afeganistão).

## História
O Badaquexão tem uma longa história, que pode ser divida em dois períodos principais:

### História antiga
A região foi um importante centro de comércio durante a Antiguidade. O lápis-lazúli era exportado do Badaquexão para o Oriente Médio e Europa desde a segunda metade do IV milênio a.C., através da Rota da Seda. Teve um papel significativo geo-econômico no comércio de produtos como a seda e outras mercadorias valorizadas tanto no Ocidente quanto no Oriente.
De acordo com Marco Polo, Badaquexão era uma província onde os rubis Balas podiam ser encontrados sob a montanha de Syghinan.

### História moderna
As fronteiras da região foram decididas pelo acordo anglo-russo de 1873, que reconheceu expressamente o "Badaquexão, juntamente com o seu distrito dependente de Wakhan" como "pertencendo totalmente ao emir de Cabul", e limitou-o à margem esquerda ou sul do rio Amu Dária (também chamado de Oxo) e, a oeste, por uma linha imaginária que cruza as planícies do Turquestão ao sul, da junção dos rios Cunduz e Amu Dária até o rio Tascurgã, e depois se dirige para o sudeste, cruzando Cunduz, até que se encontra com o Indocuche - que por sua vez delimita a fronteira sul, até o Passo de Khawak, saindo de Badaquexão até o vale de Panjexir.
Sabe-se que os nuristanis (antigos cafires) ocupavam o Indocuche até o leste do Khawak, porém até onde chegavam ao norte da principal linha divisória não se pode afirmar com certeza. As fronteiras sul do Badaquexão tornavam-se definidas novamente no Passo de Dora, que liga Zebaque e Iscaxim no "cotovelo" formado pelo Amu Dária no vale de Lutku, que leva até Chitral. De Dora em direção ao leste o Indocuche torna-se novamente a fronteira, até que ele se junta com as cadeias montanhosas de Muztagh e Saricol, que isolam a China da Rússia e da Índia. Contornando a cabeça do Tagdumbash Pamir, a fronteira finalmente se junta às montanhas do Pamir e toma a direção oeste, seguindo o curso do Amu Dária até a junção daquele rio com Khanabad (Cunduz).
Enquanto a fronteira norte seguida o curso do Amu Dária, sob as encostas norte do Indocuche, ela era separada apenas pela extensão destas encostas - cerca de 15 quilômetros - da fronteira sul. Assim, Badaquexão se estende como um braço na direção leste, rumo ao Pamir - adquirindo uma forma de garrafa, estreito em seu pescoço, representado pelas encostas norte do Indocuche, e expandindo-se para o leste, como se fosse o corpo da garrafa, à medida que o território alcança os Pamires grande e pequeno.
Antes do estabelecimento das fronteiras em 1873, os pequenos Estados de Ruxã e Xuguenã chegavam à margem esquerda do Amu Dária, e a província de Daruaz, por outro lado, se estendia à margem direita. Posteriormente, no entanto, a extensão rumo ao Daruaz foi trocada pelo Pamir russo, a oeste, e o rio tornou-se a fronteira entre o território russo e afegão; as fronteiras políticas deixaram de ser coincidentes com os limites geográficos.
As principais subdivisões provinciais de Badaquexão, com a exceção de Ruxã e Xuguenã, eram: a oeste Rustaque, Catagã, Gori, Narim e Anderabe; ao norte Daruaz, Rague e Xiua; a leste Charã, Iscaxim, Zebaque e Wakhan; e, no centro, Faizabade, Farcar, Minjã e Quexém. Existiam ainda outras, porém pouco se conhece sobre elas.
Em 1895 o rio Panj foi definido como parte da fronteira entre o Badaquexão afegão e o território russo. Dentro da União Soviética, a parte que pertencia anteriormente à Rússia, foi organizado como o oblast (província) autônomo de Gorno-Badaquexão, dentro da República Socialista Soviética Tajique, e, com a independência tajique em 1994, passou a ser a Província Autônoma de Coistão-Badaquexão.

## Geografia
A configuração dos distritos montanhosos, maior parte dos distritos do sul de Badaquexão e dos morros e vales ao norte, do Nuristão (antigo Cafiristão), é análoga à do resto do Indocuche, a oeste. O próprio Indocuche representa a extremidade sul de um grande planalto central, que se divide em longas cadeiras rumo ao sul, nas profundezas das quais estão os vales do Nuristão, quase que isolados uns dos outros pelos picos nevados e de altitudes elevadas que os separam. Ao norte o planalto gradualmente se transforma numa encosta que desce rumo ao Amu Dária, passando de uma altitude de cerca de 4.500 metros a cerca de 1.200, na região de Faizabade, no centro de Badaquexão, e chegando até mesmo a 100 metros, em Conduz, no Catagã, onde se iniciam as planícies que margeiam o Amu Dária.
O rio Kokcha atravessa o Badaquexão do sudeste ao noroeste e, juntamente cm o Cunduz, recebe toda a água das encostas norte do Indocuche a oeste do Passo de Dora. Algumas de suas nascentes estão próximas a Zebaque, na grande curva que o Amu Dária faz rumo ao norte, isolando toda a área montanhosa que fica dentro da curva do resto do Badaquexão. Seu principal afluente é o Minjã, descrito pelo explorador britânico George Scott Robertson, que é um rio de volume d'água considerável ao aproximar-se do Indocuche, sob o Dorabe. Como o Cunduz, também recebe as águas das encostas nortes do Indocuche através de seus profundos vales laterais, mais ou menos paralelos à crista da cordilheira, e que se estende para oeste em direção ao Passo de Khawak. Do Amu Dária (aprox. 300 metros de altitude) até Faizabade (1.200 m) e Zebaque (2.600 m), o curso do Kokcha oferece uma estrada elevada por todo o Badaquexão; entre Zebaque e Iscaxim, na curva do Amu Dária, existe apenas um passo a quase 3.000 metros de altitude; e seguindo-se de Iscaxim pelo Pamir encontra-se a continuação de o que deve ter sido uma das rotas comerciais mais utilizadas do continente asiático, ligando o Turquestão afegão com Casgar e a China. Ao norte de Kokcha, dentro da curva do Amu Dária, se localiza o distrito montanhoso de Daruaz, cuja fisiografia se assemelha mais ao Pamir que ao Indocuche.